# Castorland
Castorland és una població dels Estats Units a l'estat de Nova York. Segons el cens del 2000 tenia 306 habitants.

## Demografia
Segons el cens del 2000, Castorland tenia 306 habitants, 115 habitatges, i 74 famílies. La densitat de població era de 422 habitants/km².
Dels 115 habitatges en un 28,7% hi vivien nens de menys de 18 anys, en un 58,3% hi vivien parelles casades, en un 3,5% dones solteres, i en un 34,8% no eren unitats familiars. En el 26,1% dels habitatges hi vivien persones soles el 14,8% de les quals corresponia a persones de 65 anys o més que vivien soles. El nombre mitjà de persones vivint en cada habitatge era de 2,56 i el nombre mitjà de persones que vivien en cada família era de 3,23.
Per edats la població es repartia de la següent manera: un 24,8% tenia menys de 18 anys, un 9,5% entre 18 i 24, un 28,1% entre 25 i 44, un 22,5% de 45 a 60 i un 15% 65 anys o més.
L'edat mediana era de 38 anys. Per cada 100 dones de 18 o més anys hi havia 85,5 homes.
La renda mediana per habitatge era de 33.125 $ i la renda mediana per família de 45.625 $. Els homes tenien una renda mediana de 35.714 $ mentre que les dones 16.806 $. La renda per capita de la població era de 12.101 $. Entorn de l'1,4% de les famílies i el 13,3% de la població estaven per davall del llindar de pobresa.